# Строгость российских законов смягчается необязательностью их исполнения
«Строгость российских законов смягчается необязательностью их исполнения» (варианты: «Суровость / несовершенство закона российского умаляется / компенсируется возможностью его неисполнения»; «В России свирепость / жестокость законов умеряется их повсеместным неисполнением») — популярное крылатое выражение русского языка, приписываемое нескольким русским писателям XIX столетия, но в данном виде (так же, как и фразы «пьют и воруют», «дураки и дороги») отсутствующее в корпусе их сочинений. Реже изречение считается не имеющим авторства.
Ходячее выражение, которое в силу отсутствия авторского оригинала стало вариативным. Один из феноменов правового нигилизма и парадокс российской социально-политический действительности, удерживающий систему управления страной в неустойчивом равновесии, знаменующий несоответствие как российского гражданского общества, так и политической власти России нормам правового государства.

## История фразы, её авторы и распространение
Распространённость фразы публицист Николай Дорофеев объясняет её актуальностью как в древности (по легенде, ещё Пётр I нарушал собственный указ о запрещении каменного строительства в провинции с целью форсирования такого строительства в новой столице), так и в современной России: «Надо признать, необязательность исполнения закона — и поныне норма поведения россиян». Несмотря на широкое использование данной фразы в литературе нет единого понимания относительно происхождения её источника. Наиболее часто автором изречения указывается Михаил Евграфович Салтыков-Щедрин.
Представление об афоризме как творении известного русского сатирика настолько укоренилось в общественном сознании, что даже в учебные издания для подготовки старшеклассников к ЕГЭ (автор Л. Н. Черкасова, автор О. В. Ильина, авторы П. А. Баранова и С. В. Шевченко) попали изречения с указанием М. Е. Салтыкова-Щедрина в качестве их подлинного автора: «Строгость российских законов смягчается необязательностью их исполнения» и «Самые плохие законы в России, но этот недостаток компенсируется тем, что их никто не выполняет».
Утверждения «В России суровость законов умеряется их неисполнением» и «Строгость российских законов смягчается необязательностью их исполнения» в качестве цитат из П. А. Вяземского и М. Е. Салтыкова-Щедрина предлагаются для изучения студентам автором учебника «Правовое регулирование противодействия отмыванию доходов, полученных преступным путём» А. В. Шашковой. И если в первом случае студенты легко могут найти источник цитаты (пусть и в искажённом виде) в «Записной книжке» П. А. Вяземского № 2, то во втором случае для поиска источника цитаты М. Е. Салтыкова-Щедрина не предлагается ничего. Так же поступила и автор вузовского учебника «Противодействие коррупции» Е. Е. Румянцева. Рассматриваемая сентенция упоминается в исследовании доктора философских наук П. Л. Карабущенко «Элитологические взгляды М. Е. Салтыкова-Щедрина», хотя и без историко-критического анализа: «В России её население фатально игнорирует существующее право. „Строгость российских законов смягчается необязательностью их исполнения“. И это тоже стало весьма расхожей фразой, расхожей потому, что это ИСТИНА». Однако нередко, кроме Салтыкова-Щедрина, среди возможных авторов упоминаются Н. М. Карамзин, П. А. Вяземский, П. Я. Чаадаев, А. И. Герцен, маркиз де Кюстин и даже Пётр Первый.
По мнению К. В. Душенко со ссылкой на П. А. Вяземского, наиболее ранняя форма данного изречения принадлежит российскому дипломату П. И. Полетике (1778—1849), чиновнику Министерства иностранных дел и арзамасцу. В своей «Записной книжке» 1810-х годов Вяземский вспоминал: «Кажется, Полетика сказал: „В России от дурных мер, принимаемых правительством, есть спасение: дурное исполнение“». К. В. Душенко сообщает далее, что, возможно, данный афоризм уходит корнями к западноевропейским текстам. Мадам де Сталь принадлежит изречение: «Самое развращающее сочетание — это сочетание кровавого закона с благодушным исполнением». Таким образом, вольное обращение с законами, это не исключительная прерогатива русских: «В Англии так почитают законы, что никогда не изменяют их. От затруднения избавляются, не исполняя их». Последнее изречение К. В. Душенко называет анонимным, хотя в книге Н. Я. Хоромина «Энциклопедия мысли», которую он цитирует, афоризм приписывается Оливеру Голдсмиту и звучит он следующим образом: «Уважение перед законом — это английское изречение. В Англии так почитают законы, что никогда не изменяют их. От затруднения избавляются, не исполняя их… На них перестают обращать внимание». В этом же издании присутствует афоризм Томаса Маколея, близкий по смыслу высказыванию Оливера Голдсмита: «Настаивать на применении древних и устарелых законов, находящихся в наших уставах, — всё равно что заставлять людей нашего времени жить в домах и пользоваться орудиями наших предков, живших за несколько поколений до нас».
Затем в истории афоризма наступает пробел длиной сто семьдесят лет. Хотя в учебнике для студентов вузов, обучающихся по специальности «юриспруденция» «История государства и права России», выпущенном в Москве в 1998 году авторским коллективом в составе С. Г. Кара-Мурза и В. М. Курицын под редакцией С. А. Чибиряева, присутствует фрагмент с пресловутой поговоркой, который отсылает к газетной периодике 1909 года: «„Да обыватель задохнулся бы под гнётом наших полицейских законов, если бы не возможность откупиться от них”, — отмечалось в одной из дореволюционных газет. Суровость российских законов смягчалась необязательностью их исполнения, заключал автор». На самом деле, последние слова в газете отсутствуют. Ссылка к этому фрагменту ведёт на статью приморского военного губернатора В. Е. Флуга в газете «Живое слово» от 17 февраля 1909 года, выходившую в городе Никольск-Уссурийск Приморской области. Статья была посвящена необходимости реформы полиции и содержала довольно неожиданные высказывания о взяточничестве полиции и о враждебном отношении к ней в обществе. Вместо слов «Суровость российских законов…» статья содержала следующее рассуждение В. Е. Флуга:

Необходимо выкорчевать корень зла, заставивший обывателя потерять к полиции всякое доверие и относиться к ней с нескрываемой враждебностью, а до тех пор полиция и общество будут составлять два враждебных лагеря, и это неестественное явление не изменится к лучшему, не только частичным увеличением содержания отдельных чинов, но и многократным увеличением этого содержания. Пусть кто-нибудь не подумает, что обыватель не любит полицию за то, что в большинстве случаев от неё можно откупиться. Да обыватель задохнулся бы под гнётом наших полицейских законов, если бы не возможность откупиться от них. Создайте новые, соответствующие времени полицейские законы, облеките полицию полной властью, но отдайте эту власть не под контроль административный, а суда, создайте законы о неприкосновенности личности под защитой того же суда и будьте уверены, это доверие общества к полиции сразу появится.— «Живое слово», 1909, 17 февраля
Наглядный пример функционирования в России принципа «строгость законов смягчается необязательностью их исполнения» продемонстрировал Ю. И. Мухин: столичные чиновники изобретают законы, призванные во благо народное уберечь крестьянское хозяйство от пожара, допустим, крестьян заобязывают держать на чердаке дома бочку с водой. Но зимой бочка с водой замерзает, и от неё нет никакой пользы, но пожарный инспектор идёт с обходом и, в случае необнаружения пожарной бочки, штрафует провинившихся. Крестьяне оправдываются тем, что на случай пожара расписаны действия пожарной дружины, но чиновник неумолим — пожарные инструкции составлял не он. И тогда крестьяне начинают склонять неуступчивого инспектора к компромиссу — уплатить не весь штраф, а хотя бы часть. «Вроде правильная инструкция, написанная умником, в Петербурге, утвердивший эту инструкцию с благими намерениями ленивый царь, и умелое применение её бюрократами на местах. И те и другие при деньгах, и те и другие — под предлогом защиты народа ловко народ грабят. Но чтобы такой грабёж стал возможен, требовалось уничтожить русскую демократию, требовалось уничтожить русскую общину, ведь в традиционной общине мир просто не дал бы себя проверять, поскольку обязан был только платить подать и поставить рекрутов, а остальных дел общины никто не касался».
Не имея своего подлинника, авторское изречение, однажды откуда-то услышанное и многократно повторённое, потеряло свою точность, стало трюизмом, поговоркой, избитой истиной, которая помнится лишь приблизительно. Появилось несколько вариантов выражения, синонимия затронула разные компоненты формулировки: строгость, суровость, свирепость, жестокость, жёсткость, несовершенство, зверство (в варианте Дмитрия Быкова); смягчается, искупается, окупается, умаляется, умеряется (архаичные варианты) компенсируется (модернизированные варианты); необязательность, небрежность, неаккуратность, нестрогость; возможность неисполнения / всеобщее неисполнение / повсеместное несоблюдение; варианты с инверсией: российские законы / законы российские. Строение фразы в некоторых случаях также варьируется: «Строгость российских законов» и «в России строгость законов» и так далее. Фраза позволяет носителям языка гибко менять её в применении к конкретной ситуации, нагружать необязательными компонентами: «Чрезмерная / излишняя / абсурдная строгость суровых российских / русских законов (,) которая / всегда / как известно / чаще всего / целиком / обычно / вполне / часто / систематически / с лихвой / к счастию / несколько смягчается лишь необязательностью их исполнения». Ссылка на Салтыкова-Щедрина или иного писателя при этом может как отсутствовать, так и присутствовать, и во втором случае эта псевдоатрибуция становится частью целого афоризма. Появилось и аналогичное, но полностью самостоятельное выражение, якобы принадлежащее также перу М. Е. Салтыкова-Щедрина: «Самые плохие законы в России, но этот недостаток компенсируется тем, что их никто не выполняет». Однако, как и в случае с изречением «Строгость российских законов…», источник его нигде не приводится.
Одним их самых ранних отзвуков изречения в современной русской литературе можно считать следующую ироничную аллюзию Фазиля Искандера в романе «Сандро из Чегема»: управляющий А. П. Ольденбургского в эпизоде с перехваченной телеграммой инженера Бартмера, разговаривая с принцем, встаёт перед дилеммой: «А как же быть с тайной переписки? — […], но <управляющий> ещё более замер, как бы потрясённый трагической красотой независимости российских законов». В ранней редакции романа в журнале «Новый мир» в 1973 году этого иносказательного высмеивания «независимости» российских законов ещё не было. Е. Е. Жигарина, изучающая бытование старых пословиц в современном контексте, относит варианты афоризма «Строгость российских законов…» к числу тех, которые утратили своего подлинного автора, она указывает, что афоризм приписывается то П. А. Вяземскому, то в изменённом виде — М. Е. Салтыкову-Щедрину.
Данную фразу с конца 1980-х годов регулярно цитируют известные учёные, писатели, артисты, политики, экономисты, авторитетные деятели культуры (Дмитрий Быков, Павел Басинский, Аркадий Инин, Евгений Ясин, Константин Эрнст, Андрей Белоусов и т. д.), однако однообразные злободневные упоминания афоризма не добавляют ясности в его атрибуцию. По этой причине и во избежание путаницы некоторые публицисты и журналисты заменяют указание на конкретного автора изречения обобщённым эвфемизмом: «Классик сказал: „Строгость российских законов всегда компенсируется их систематическим невыполнением“» или безличной конструкцией: «Впрочем ещё в XIX веке было сказано: „Суровость законов российских искупается необязательностью их выполнения“». А Евгений Ясин, в газетном интервью «Комсомольской правде» в 2002 году атрибутировавший цитату М. Е. Салтыкову-Щедрину, при подготовке к печати своего фундаментального труда «Новая эпоха — старые тревоги: Политическая экономия» в 2004 году вынужден был уточнять авторство афоризма. На этот раз он сослался на П. И. Полетику.

## Значение выражения и его использование в современной практике
Семантика выражения «Строгость российских законов смягчается необязательностью их исполнения» подразумевает прямое значение фразы и не содержит никаких иносказаний, поэтому узус фразы касается области правоприменения российских законов на всём историческом отрезке российского законодательства и отражает пессимистический взгляд на способность русских выстраивать разумные правовые отношения, что также нашло отражение в поговорке «закон — что дышло: куда повернёшь — туда и вышло».
Бывший мэр Москвы Юрий Лужков пытался истолковать суть этого парадокса следующим образом. Метод управления экономической и хозяйственной жизнью в цивилизованных странах заключается в том, что приказы сверху осуществляются исполнительной властью неукоснительно. Этот метод имеет массу преимуществ лишь при условии разумности законодательной базы. При некомпетентном же управлении этот метод может быстро привести к развалу государства. В России метод управления страной иной: «каждый отдельный приказ исполняется плохо, зато вся система в целом более устойчива. Потому что приспособилась к выживанию в условиях дурного управления».

Помню, в шестидесятые ещё годы Хрущёв обязал все колхозы сажать кукурузу. Если бы нечто подобное случилось на Западе, где чиновник работает по классической схеме, последствия были бы катастрофическими. А тут — ничего. Все брали под козырёк, но никто и не думал относиться к приказу как к предписанию.— Юрий Лужков, «Российские „Законы Паркинсона“»
Система управления Россией в 1990-е годы, по мнению Ю. М. Лужкова, работала именно по этой схеме. Когда радикалы-реформаторы девяностых методом шоковой терапии вводили в России рыночную экономику, система управления народным хозяйством отреагировала на нововведения приблизительно схожим образом. Законы принимались стремительно:

в МВФ пошли отчёты, что у нас уже полный расцвет рыночной экономики — сплошная приватизация, биржи, банкротства, сорок бочек арестантов. А на деле и биржи не биржи, и приватизация меньше всего ассоциируется с идеей хозяина, и банкротства — скорее лишь способ передела собственности. О таких понятиях, как инфраструктура, а тем более этика рынка, уж и не говорю.— Юрий Лужков, «Российские „Законы Паркинсона“»
С рассуждениями Ю. М. Лужкова в чём-то перекликается мысль Дмитрия Быкова: «В силу зверства российских законов и соответствующего к ним отношения их можно только обходить, и никаких способов эффективнее этой тотальной теневой экономики пока не придумано. Коррупция выполняет две великих функции. Она позволяет выживать в России и кое-как ею руководить ― без этого всё рухнет, как шашлык без шампура».
Т. Л. Миронова считает, что необязательность подчинения законам в России вызвана социально-политическим разрывом между народом и антинародной властью, народ не может исполнять то, что противно его природе и не соответствует исконному национальному духу.

Всё, что придумывает власть в виде указов, законоустановлений, циркуляров, не более чем тонкая корочка льда на мощной стремнине народной реки. Корочка эта может постоять хрупким стёклышком, с часок продержаться поверх течения, но ширь и сила народных обычаев и обрядов непременно взломают её, искрошат в мелкие осколки, утопят или прибьют к берегу.— Т. Л. Миронова, «Броня генетической памяти»
Экономист Е. Г. Ясин придерживается обратного мнения о причине распространённости фразы П. И. Полетики. По его мнению, отсутствие правовой культуры — эта давняя национальной традиция, от которой необходимо постепенно избавляться. Он объясняет феномен игнорирования принятых законов отсутствием санкций за их неисполнение или их неэффективностью в тех случаях, когда нарушение принятого закона экономически выгоднее, чем его исполнение. Экономист называет причины, по которым исполнение норм права в России в начале XXI века стало неэффективным: неэффективность судебной защиты, обусловленная несовершенством действующей правовой системы; взаимное дублирование работы судов общей юрисдикции и арбитражных судов; рассмотрение сходных дел в арбитражных судах и судах общей юрисдикции, что связано с отнесением спорящих сторон либо к физическими лицами, либо к юридическим лицам, которое, по словам Е. Г. Ясина, не обеспечивает единой правоприменительной практики. Нет специализации судов по различным категориям дел, призванной обеспечить необходимую компетентность судей при рассмотрении ими трудных экономических споров. Среди других проблем российской правовой системы Е. Г. Ясин указывает перегруженность судов различных инстанций, недостаточную независимость судебной власти, призванной защищать интересы инвесторов. И, как результат, предприниматели зачастую уклоняются от судебного разбирательства, не будучи уверены в том, что суды могут их эффективно защитить, вследствие чего нарастает криминализация экономических отношений в стране, снижается предпринимательская активность. Исполнение судебных решений также вызывает множество вопросов, судебные исполнители не наделены достаточными полномочиями для эффективного взыскания имущества должников, в результате поиск такого имущества возлагается на плечи истца, который и без того уже понёс ущерб от должника.
Оценки правового нигилизма в России в целом касается монография В. Н. Гуляихина. Он начинает с цитаты «Строгость российских законов…», атрибутируемой им М. Е. Салтыкову-Щедрину, и продолжает со ссылкой на мнение Б. А. Кистяковского: «Русская интеллигенция никогда не уважала права, никогда не видела в нём ценности, из всех культурных ценностей право находилось у неё в наибольшем загоне. Но наиболее ярко нигилистическое отношение русского народа к правовой действительности проявляется в его пословицах и поговорках: „Все бы законы потонули да и судей бы перетопили“, „Законы святы, да законники супостаты“, „Судья — что плотник: что захочет, то и вырубит“, „Перед судом все равны: все без окупа виноваты“ и т. д.» Однако в длинном списке использованной литературы и в подстрочных примечаниях монографии В. Н. Гулияхина ссылка на источник из сочинений М. Е. Салтыкова-Щедрина отсутствует.
Рассуждая о сущности и основных чертах правового нигилизма, А. Н. Зрячкин находит подобие щедринскому изречению в мыслях А. И. Герцена, В. О. Ключевского, Б. А. Кистяковского, В. С. Соловьёва, И. А. Ильина и других. Писатель и юрист Александр Кирпичников — один из немногих комментаторов фразы, кто останавливается на тезисе суровости российских законов, а не их необязательности. Как видно из этих примеров, данную сентенцию наиболее широко используют в своих работах политологи, социологи, юристы, криминалисты, публицисты, экономисты. Щедриноведы обращаются к данному парадоксу значительно реже. Так, авторы книги «Знакомьтесь: М. Е. Салтыков-Щедрин» П. П. Барашев, Е. П. Дёмина, Г. Б. Прончев, рассматривая примеры щедринской сатиры, приводят, в том числе, в качестве образца его творчества афоризм о строгости российских законов, не указывая, из какого произведения эта цитата воспроизводится.
Доктор филологических наук Т. Л. Миронова и кандидат филологических наук Е. Е. Жигарина не рассматривают М. Е. Салтыкова-Щедрина в качестве единственно возможного автора данного афоризма, а К. В. Душенко вообще его не упоминает в числе возможных авторов. Павел Басинский в юбилейной статье, посвящённой двухсотлетнему юбилею М. Е. Салтыкова-Щедрина, вспоминает рассматриваемый афоризм писателя, однако никаких очевидных аргументов в пользу его авторства не высказывает. Варианты афоризма с указанием в формулировке принадлежности проблемных законов России явно доминируют, хотя есть примеры употребления в более универсальном виде, и тогда у журналистов появляется возможность рассуждать об историческом несовершенстве законов в принципе, но авторство Салтыкова-Щедрина в таком случае опускается: «„Суровость законов компенсируется необязательностью их исполнения“. Китай тоже прошёл через это, да и сейчас некоторые лазейки остались». Из прозаиков, кроме Фазиля Искандера, афоризм использовал Ю. В. Красавин («Новая Корчева», «Новый мир», 1997 год).